# Dolle Mina
Ne doit pas être confondu avec Dolle Mina (Belgique).
Dolle Mina (littéralement « Folle Mina ») est un groupe féministe néerlandais fondé en 1969, également actif en Belgique flamande,.

## Historique

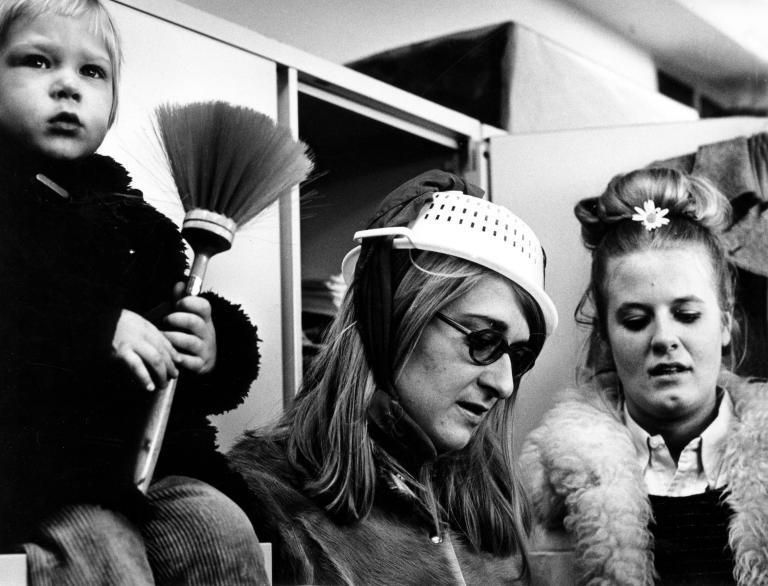
Action de Dolle Mina (1970).

Son nom fait référence à la féministe Wilhelmina Drucker (1847-1925), qui émit l'idée que le mouvement féministe s'était trompé de voie en mettant la priorité sur le droit de vote, et qu'il fallait se concentrer sur les situations que vivent les femmes.
La première action de Dolle Mina a lieu le 4 mars 1970 à Gand.
Dolle Mina est né du mouvement Provo et sa particularité tient à l'utilisation de l'humour et de la provocation dans les manifestations. Les actions induisent un renversement des rôles entre femmes et hommes : les activistes interpellent les hommes en pleine rue, les abordent en adoptant les comportements qu'elles veulent condamner, comme le fait de pincer les fesses.
Le mouvement des Marie Mineur s'inspire des Dolle Mina's.